# Lijst van burgemeesters van Kampen
Dit is een lijst van burgemeesters van de Overijsselse gemeente Kampen.
De stad Kampen werd op 19 mei 1811, toen Nederland onderdeel uitmaakte van het Eerste Franse Keizerrijk, omgevormd tot een gemeente. Op 10 juli 1859 werd het niet meer bewoonde eiland Schokland aan de gemeente toegevoegd. Op 1 januari 2001 volgde het tot dan toe zelfstandige IJsselmuiden.
| Ambtsperiode | Naam burgemeester                                            | Afbeelding | Partij of stroming | Bijzonderheden                                                           |
| ------------ | ------------------------------------------------------------ | ---------- | ------------------ | ------------------------------------------------------------------------ |
| 1811 - 1812  | Jacob Carel Frederik van Heerdt                              |            |                    | maire                                                                    |
| 1812 - 1842  | mr. Frans Lemker                                             |            | Regeringsgezind    | aanvankelijk waarnemend maire, vervolgens maire, vanaf 1813 burgemeester |
| 1816 - 1824  | Jan Jacob baron Gansneb genaamd Tengnagel tot den Luttenberg |            |                    | werd wethouder                                                           |
| 1816 - 1823  | Bernard Kesselaer                                            |            |                    |                                                                          |
| 1816 - 1823  | Assuerus van de Merwede                                      |            |                    |                                                                          |
| 1818 - 1824  | Jurjan Nicolaas Bijsterbos                                   |            |                    | werd wethouder                                                           |
| 1843 - 1866  | jhr.mr. Henri Assuerus Wttewaall van Stoetwegen              |            | Conservatief       | was burgemeester van Grafhorst, Wilsum en IJsselmuiden                   |
| 1867 - 1885  | mr. Stephen Hendrik de la Sablonière                         |            |                    |                                                                          |
| 1885 - 1896  | mr. Lambert Wicher Ebbinge                                   |            |                    |                                                                          |
| 1897 - 1919  | mr. Johan Diederik Ægidius van Blommestein                   |            |                    |                                                                          |
| 1919 - 1933  | Meine Fernhout                                               |            | ARP                |                                                                          |
| 1933 - 1936  | mr.dr. Lolle Klaas Okma                                      |            | ARP                |                                                                          |
| 1936 - 1942  | Herman Martinus Oldenhof                                     |            | ARP                |                                                                          |
| 1942 - 1945  | jhr.ir. Edward Floris Sandberg                               |            | NSB                |                                                                          |
| 1942 - 1943  | August Eduard Roest van Limburg                              |            | NSB                | waarnemer van Sandberg, die aan het oostfront vocht                      |
| 1945 - 1952  | Herman Martinus Oldenhof                                     |            | ARP                | werd burgemeester van Ede                                                |
| 1952 - 1970  | dr. Wiert Pauwel Berghuis                                    |            | ARP                | was burgemeester van Smilde                                              |
| 1970 - 1978  | drs. Sybren van Tuinen                                       |            | ARP                | was burgemeester van Dokkum                                              |
| 1978 - 2000  | Hendrik Cornelis Kleemans                                    |            | CDA                | was burgemeester van Winsum                                              |
| 2000 - 2000  | mr. Haije Sybesma                                            |            | CDA                | waarnemend, was burgemeester van Dongeradeel                             |
| 2001 - 2009  | mr.ing. Jan Oosterhof                                        |            | VVD                | was gedeputeerde van de provincie Overijssel                             |
| 2009 - 2021  | drs.mr. Bort Koelewijn                                       |            | CU                 | was burgemeester van Rijssen-Holten                                      |
| 2021 - heden | Sander de Rouwe                                              |            | CDA                | was gedeputeerde van de provincie Friesland                              |